# Selección femenina de voleibol de Chile
La selección femenina de voleibol de Chile es el equipo representativo del país en las competiciones oficiales de voleibol. Su organización está a cargo de la Federación de Voleibol Chilena (Fevochi). A comienzos de 2022, se encontraba en el 69.º puesto en la clasificación mundial. Desde 2017, es dirigida por el argentino Eduardo Guillaume.

## Historia
En 2008, la Fevochi designó al entrenador argentino Hugo Jáuregui como entrenador de las selecciones nacionales, tanto mayores como juveniles. En el premundial de 2009, el equipo finalizó en el quinto puesto tras lograr una única victoria contra la selección de Bolivia. Los resultados tampoco acompañaron en los sudamericanos de 2011 (sexto puesto, con un récord de una victoria y tres derrotas) y 2013 (sexto puesto, con cinco derrotas y ningún triunfo). Sin embargo, en las selecciones de base, el proceso mostró algunos resultados positivos: un cuarto lugar en los sudamericanos sub-18 de 2010 y 2012, una medalla de bronce en la Copa Panamericana Sub-20 de 2015 y sendos terceros puestos en los sudamericanos sub-16 de 2015 y 2017.
En 2017, la Federación Chilena de Vóley se enroló en un programa de empoderamiento de la FIVB que le permitió recibir más de 300 000 francos suizos en equipamiento y apoyo al entrenador.  En 2023, logró participar por primera vez de un campeonato mundial sub-19 femenino, donde logró un único triunfo ante el seleccionado de Camerún en fase de grupos y terminó en el anteúltimo puesto debido a la ausencia de la selección de Nigeria.
En el Campeonato Sudamericano de 2023, logró vencer a su par de Perú por primera vez en la historia, quedándose con el cuarto lugar en la competencia.

## Resultados

### Copa Mundial de Vóleibol
- Participaciones: 1 (Perú 1982)
  - Resultados:[14]
    -  Unión Soviética 3-0  Chile (primera ronda, grupo C)
    -  Australia 3-1  Chile (primera ronda, grupo C)
    -  Países Bajos 3-0  Chile (ronda de relegación, grupo J)
    -  Italia 3-0  Chile (ronda de relegación, grupo J)
    -  Puerto Rico 3-1  Chile (ronda de relegación, grupo J)
    -  Argentina 3-1  Chile (ronda de relegación, grupo J)
    -  Chile 3-1  Nigeria (clasificación de los lugares 21.º, 22.º y 23.º)
    -  Indonesia 3-2  Chile (disputa por el 21.er lugar)

  - Lugar general: 22.º

### Campeonato Sudamericano
Medallas:
- Medallas de oro: 0
- Medallas de plata: 0
- Medallas de bronce: 0

### Palmarés
Campeonato Sudamericano de Voleibol Femenino
- Cuarto lugar (5): 1961, 1962, 1973, 1977, 1979, 2023

Juegos Suramericanos
- Medalla de plata (1): 2014
- Medalla de bronce (1): 2022

### Palmarés juvenil
Sudamericano Sub-16
- Medalla de oro (1): 2019
- Medalla de bronce (2): 2015, 2017

Campeonato Sudamericano de Voleibol Femenino Sub-18
- Medalla de bronce (1): 2022

Copa Panamericana de Voleibol Femenino Sub-20
- Medalla de bronce (1): 2015

Campeonato Sudamericano de Voleibol Femenino Sub-20
- Medalla de bronce (1): 2024

### Campeonato Sudamericano Femenino de Voleibol
| Año  | Sede      | Lugar      | Nota |
| ---- | --------- | ---------- | ---- |
| 1951 | Brasil    | No asistió | -    |
| 1956 | Uruguay   | No asistió | -    |
| 1958 | Brasil    | No asistió | -    |
| 1961 | Perú      | 4.º puesto | -    |
| 1962 | Chile     | 4.º puesto | -    |
| 1964 | Argentina | No asistió | -    |
| 1967 | Brasil    | 5.º puesto | -    |
| 1969 | Venezuela | No asistió | -    |
| 1971 | Uruguay   | 5.º puesto | -    |
| 1973 | Colombia  | 4.º puesto | -    |
| 1975 | Paraguay  | 6.º puesto | -    |
| 1977 | Perú      | 4.º puesto | -    |
| 1979 | Argentina | 4.º puesto | -    |
| 1981 | Brasil    | 5.º puesto | -    |
| 1983 | Brasil    | No asistió | -    |
| 1985 | Venezuela | No asistió | -    |
| 1987 | Uruguay   | 7.º puesto | -    |
| 1989 | Brasil    | No asistió | -    |
| 1991 | Brasil    | 7.º puesto | -    |
| 1993 | Perú      | 5.º puesto | -    |
| 1995 | Brasil    | 6.º puesto | -    |
| 1997 | Perú      | 5.º puesto | -    |
| 1999 | Venezuela | 7.º puesto | -    |
| 2001 | Argentina | 5.º puesto | -    |
| 2003 | Colombia  | No asistió | -    |
| 2005 | Bolivia   | 7.º puesto | -    |
| 2007 | Chile     | 7.º puesto | -    |
| 2009 | Brasil    | 7.º puesto | -    |
| 2011 | Perú      | 6.º puesto | -    |
| 2013 | Perú      | 6.º puesto | -    |
| 2015 | Colombia  | 6.º puesto | -    |
| 2017 | Colombia  | 6.º puesto | -    |
| 2019 | Perú      | No asistió | -    |
| 2021 | Colombia  | 5.º puesto | -    |